# スクイーズ (バンド)
スクイーズ (Squeeze) は、1970年代にデビューしたイギリスのポストパンク、ポップ・バンド。アメリカでのデビュー時、同名のバンドが存在したため、一時期「UK Squeeze」と名乗っていた。

## 来歴
- 1974年、クリス・ディフォード（ギター、ボーカル）、グレン・ティルブルック（ボーカル、ギター）、ジュールズ・ホランド（キーボード）、ポール・ガン（ドラムス）で結成。
- 1976年、ハリー・カクーリ（ベース）が加入し、ドラムスがガンからギルソン・レイヴィスに交代。
- 1978年、アルバム『スクイーズ』でデビュー。
- 1979年、アルバム『クール・フォー・キャッツ』発表。アルバム発表後ベースはカクーリからジョン・ベントレーに交代。シングルカットされた「Cool for Cats」、「Up The Junction」が全英チャート2位を獲得する。
- 1980年、アルバム『アージーバージー』発表。ホランドがソロ活動のためバンドを脱退、代わりにポール・キャラックが加入。
- 1981年、アルバム『イースト・サイド・ストーリー』発表。初のUSチャート入り。キャラックがボーカルを取った「Tempted」もUSチャート8位まで上昇するが、キャラック自身はソロ活動のためアルバム発表後脱退。キーボードはドン・スノーに交代する。
- 1982年、アルバム『甘い誘惑』を発表。セールスはそこそこではあったが、好意的な評価を得られなかったことや、ツアーのストレス、バンド・メンバー間の対立等が表面化、シングル1枚をリリース後ディフォードとティルブルックがバンドを抜け解散。2人は「ディフォード&ティルブルック」名義で活動を続ける。
- 1985年、オリジナル・メンバーを中心にベースにキース・ウィルキンソン、シンセサイザーにアンディ・メトカルフェを加えて6人体制で再結成。
- 1989年、メトカルフェが脱退。
- 1990年、ライブ・アルバム発表後、ホランドが音楽番組『ジュールズ倶楽部 (Later... with Jools Holland)』の司会活動のためバンドを抜け、代わりに一時的にジ・アトラクションズのスティーヴ・ナイーヴが加入。アルバム1枚でポール・キャラックが再加入。
- 1991年、レイヴィスが脱退しホランドの『ジュールズ倶楽部』のハウス・バンドに加入。新たにジ・アトラクションズのピート・トーマスが加入。
- 1994年、来日直前にポール・キャラックが再び脱退する。アンディ・メトカルフェがライブ・ツアーのみ再加入。
- 1997年、ディフォードとティルブルック以外のメンバーが脱退。ロイ・ハーパーの息子ニック・ハーパーをギター・サポートに迎え、アコースティック・スタイルで来日。
- 1998年、インディーズから『ドミノ』を発売。
- 1999年、ツアー終了後、解散。
- 2002年、ポール・キャラックのコンサートでディフォードとティルブルックが期間限定でライブ再結成。以降単発で活動をする。
- 2015年、ヴァージンより17年振りの新曲による新作『Cradle to the Grave』発売で活動再開。

## ディスコグラフィ

### スタジオ・アルバム
- 『スクイーズ』 - Squeeze (1978年)
- 『クール・フォー・キャッツ』 - Cool for Cats (1979年)
- 『アージーバージー』 - Argybargy (1980年)
- 『イースト・サイド・ストーリー』 - East Side Story (1981年)
- 『甘い誘惑』 - Sweets from a Stranger (1982年)
- 『ディフォード&ティルブルック』 - Difford & Tilbrook (1984年) ※ディフォード&ティルブルック名義
- 『コシ・ファン・トゥッティ・フルッティ』 - Cosi Fan Tutti Frutti (1985年)
- 『バビロン・アンド・オン』 - Babylon and On (1987年)
- 『フランク』 - Frank (1989年)
- 『プレイ』 - Play (1991年)
- 『サム・ファンタスティック・プレイス』 - Some Fantastic Place (1993年)
- 『リディキュラス』 - Ridiculous (1995年)
- 『ドミノ』 - Domino (1998年)
- Spot the Difference (2010年)
- Cradle to the Grave (2015年)
- The Knowledge (2017年)

### ライブ・アルバム
- 『ラウンド&バウト』 - A Round and a Bout (1990年)
- 『ライヴ・アット・ロイヤル・アルバート・ホール』 - Live at the Royal Albert Hall (1999年)
- Five Live: On Tour in America (2007年)
- Live at the Fillmore (2012年)

### シングル
※日本盤シングルのみ
　
- 「クール・フォー・キャッツ」 - "Cool for Cat'sg" (1979年)
- 「恋の傷跡」 - "Another Nail in My Heart" (1980年)
- 「アワーグラス」 - "Hourglass" (1987年)
- 「恋の留守番電話」 - "853-5937" (1987年)